# Via (elektronik)
 For alternative betydninger, se VIA.
En via (latin for vej) er en elektrisk forbindelse mellem lag i et fysisk elektronisk kredsløb, som er en, typisk lodret, gennemgående (lodde)ø i printplader og halvleder-mikrochips.

## I mikrochips
I integreret kredsløbs design, er en via en lille åbning i en et elektrisk isolerende oxidlag, som tillader en ledende forbindelse mellem forskellige mikrochips lag. En via på et integreret kredsløb kaldes ofte for en through-chip via.

## I printplader
I printplader er via en lodret gennemgående ø eller loddeø.